# Internet+

Logo d'Internet+

Internet+ est une solution de paiement sur facture opérateur en ligne créée le 14 juin 2005 par l'association éponyme et gérée aujourd'hui par l'af2m (Association Française pour le développement des services et usages Multimédias Multi-opérateurs). Elle a été adoptée par Bouygues Telecom, Free, Orange, SFR. Le principe est de permettre aux internautes d'effectuer un achat, ou de souscrire un abonnement depuis n'importe quel site web, en quelques clics, et de reporter le montant du paiement sur sa facture mobile ou fixe (internet) mensuelle. Il peut également être demandé de saisir des identifiants avant d'effectuer la transaction, mais ce n'est pas le cas pour tous les opérateurs mobile ou fournisseurs d'accès à internet. Cette solution dispense toute utilisation de carte ou coordonnées bancaires.

## Histoire
Internet+ se base sur une technologie développée par l'entreprise irlandaise Valista, nommée iPIN,.
Le 14 juin 2005, Internet+ est fondé par l'ACSEL, le GESTE, le GFII et la FNPS, regroupés au sein de l'association Internet+,. Le service est alors supporté par les fournisseurs d'accès à internet Wanadoo, AOL, Club Internet, Neuf Telecom, Tiscali et Cegetel. Sur le plan technique, la version « box » (débit sur facture fixe) est gérée par w-HA, une filiale d'Orange.
En 2012, l'af2m et les opérateurs de télécommunication membres se réunissent avec les principaux acteurs du marché pour rédiger les Chartes Internet+ Mobile et Internet+ Box afin de mieux encadrer l'utilisation de ces solutions de paiement par les éditeurs de services. Depuis les éditeurs souhaitant monétiser leurs services via ces solutions s'engagent contractuellement auprès des opérateurs mobiles à respecter ces Chartes.
L'af2m est mandatée par les opérateurs pour effectuer les contrôles et les notifications de manquements sur la base de ces Chartes.

## Achats non désirés
Internet+ a été longtemps considérée comme une résurrection de certaines fonctionnalités du Minitel, ce qui est très mal vu par les défenseurs de la neutralité du net.
De plus, on lui reprochait un parcours de paiement trop fluide, au détriment de la conscience d'achat, ce qui faisait que des opérations effectuées via Internet+ n'étaient pas faites intentionnellement, et qu'il était compliqué de se désinscrire de certains services.
Face à ces critiques, l'af2m, les opérateurs et les acteurs du marché ont lancé en 2015 une opération de renforcement des parcours et globalement des actions de lutte contre la fraude. En 2016 l'af2m annonçait publiquement les principales mesures et les premiers résultats dans une interview de son Président Christian Bombrun accordée au journal Les Échos : "Opération mains propres dans le micropaiement en ligne et sur mobile. Depuis le début de l'année, les opérateurs télécoms assurent mettre tout en œuvre pour assainir ce marché, sujet aux nombreuses fraudes et arnaques. « Et les efforts commencent à payer » (...). "Résultat : trois fois plus de sanctions ont été prononcées, à ce jour, en 2016, par rapport à 2015." (...)  "Les plaintes de clients ont, elles, diminué : -30 % en un an chez Orange".
Depuis 2018, les parcours se sont encore renforcés. Pour payer avec la solution Internet+ il faut au moins confirmer l'achat sur une page de paiement hébergée et gérée par l'opérateur mobile ou fournisseur d'accès à Internet sur laquelle il est rappelé : le nom du service, son éditeur, le tarif, et la périodicité (achat à l'acte versus abonnement).
Sur la version avec débit sur facture mobile, 2 SMS de confirmation sont envoyés systématiquement après tout paiement, un par l'éditeur du service et l'autre par l'opérateur. À la suite d'un paiement avec débit sur facture fixe les messages de confirmation se font par courriel.
Les abonnements sont sans engagement et peuvent être résiliés à tout moment soit auprès de l'éditeur du service (coordonnées sur SMS ou email de confirmation, ou à retrouver grâce à l'annuaire inversé du site surmafacture.fr.) - soit sur son espace-client en ligne sur le portail de son opérateur.
À ce jour, la solution est proposée chez Orange, SFR et Bouygues ; seul Free demande la validation d'un écran de CGV par un simple clic (après contrôle du mot de passe associé).
À partir du 30 septembre 2022, Free a définitivement mîs fin à son service Internet+ accessible depuis l'espace abonné.

## Site web surmafacture.fr
Le site web surmafacture.fr est lancé par l'af2m en juin 2020 afin de remplacer le site infoconso-multimedia.fr. C'est la plateforme d’information consommateur consacrée aux solutions de paiement sur facture (Internet+, SMS+ et les numéros vocaux spéciaux - aussi appelés "numéros SVA) proposées principalement par les opérateurs Bouygues Télécom, Euro Informations Telecom, Free, Orange et SFR. Elle a pour objectif d'aider les consommateurs à :
- mieux connaître les différentes solutions de paiement proposées par les opérateurs télécoms et les services qui les utilisent,
- maîtriser ces solutions et gérer les appels/achats/abonnements aux services figurant sur leur facture mobile ou fixe,
- trouver les coordonnées d’un service hors-forfait présent sur leur facture mobile/fixe grâce à l'annuaire inversé,
- signaler un numéro surtaxé ou SMS+ facturé hors-forfait,
- apprendre à se prémunir des SMS et appels indésirables (ex. démarchage commercial sans consentement, Ping call ou hameçonnage),
- découvrir avec le blog surmafacture.fr les différents services utiles ou divertissants au quotidien, accessibles grâce aux solutions de paiement sur facture mobile ou fixe.